# ホースシュー氷河 (カナダ・ブリティッシュコロンビア州)
ホースシュー氷河（英語、Horseshoe Glacier）とは、北アメリカ大陸の北西部に存在する、氷河の1つである。なお、付近にはもう1つ同名の氷河が別に存在している。

## 概要
カナダのアルバータ州内に存在するホースシュー氷河は、おおよそ北緯50度20分00秒、西経116度42分00秒付近に位置している

。
ちなみに、氷河名の「ホースシュー」とは、蹄鉄（U字型の馬蹄）を意味する英語である。この氷河は、トゥルース山（Truce Mountain、山頂の位置は、おおよそ北緯50度18分23秒、西経116度41分16秒である

。）の山頂から見て、おおよそ北西方向の斜面に存在している。なお、この氷河は標高の高い場所に降り積もった雪が固まって流れ出すことによってできている

。